# Heerd
Heerd is de benaming voor een boerderij in Groningen. Met de heerd wordt eigenlijk de haard, de stookplaats (heerdstede), bedoeld, maar in de loop van de geschiedenis werd met de term heerd de gehele boerderij (het gebouw) en de bijbehorende landerijen aangeduid: alles dus wat bij de heerd hoort. (pars pro toto)
Veel boerderijen dragen daarom een naam eindigend op heerd (soms: heert). Het eerste gedeelte van de naam is vaak de familienaam van de eerste bewoners. Bij nieuwe bewoners werd de naam van de heerd niet gewijzigd. Dit had ook te maken met het feit dat het bewonen van sommige heerden, de zogenaamde edele heerden, bepaalde rechten gaf, bijvoorbeeld bij de rechtspraak of in het bestuur van een zijlvest.
In de wijk Beijum in de stad Groningen zijn de meeste straten naar (bestaande en afgebroken) heerden genoemd. Enkele namen:
- Boelemaheerd
- Doornbosheerd
- Froukemaheerd
- Geertsemaheerd
- Hiddemaheerd
- Jaltadaheerd
- Rensumaheerd
- Sijgersmaheerd
- Stoepemaheerd
- Wilkemaheerd

## Edele heerd
In de Ommelander landstreken Westerkwartier, Hunsingo en Fivelgo waren er ook edele heerden, (ook gerechtigde heerd, schultenheerd of kortweg heerd genoemd). Dit waren heerden waartoe land van meer dan 30 grazen (ook jukken of deimt; ongeveer 15 hectare) behoorde. De eigenerfde van een dergelijke heerd bezat bepaalde rechten (wat tevens plichten waren) die aan de heerd waren verbonden, zoals een stem in het redgerrecht, het collatierecht of het overrecht. Deze rechten waren per ommegang in elke kluft (of clauw/klauw) geregeld. Hoe meer edele heerden er in een kluft stonden, hoe minder vaak de eigenerfde van een bepaalde edele heerd ervan gebruik kon maken. In de provincie Groningen werden de edele heerden en ommegangen beschreven in klauwboeken. Later werd dit soort rechten los van de boerderij verkocht, waarbij adellijke personen soms meerdere en soms alle ommegangen binnen een gebied in handen wisten te krijgen.